# Qualificazioni al campionato delle nazioni africane 2024
Questa voce raccoglie un approfondimento sui risultati degli incontri di qualificazione alla fase finale del Campionato delle nazioni africane 2024.

## Formato, regolamento e sorteggio
La competizione ha visto partecipare 36 nazionali, che sono state divise in base alla zona geografica: Zona Ovest A, Zona Ovest B, Zona Centrale, Zona Centro-Orientale e Zona Meridionale.
In seguito alle rinunce di Egitto, Tunisia, Algeria e Libia, l‘unica rappresentante rimasta della Zona Settentrionale, il Marocco, si qualifica automaticamente al torneo finale. 
Inoltre, data l’espansione da 18 a 19 squadre, e l’organizzazione congiunta del torneo da parte di Kenya, Tanzania e Uganda (tutte e tre appartenenti alla Zona Centro-Orientale), un posto extra è stato assegnato alla Zona Centro-Orientale alla squadra con il miglior rendimento durante le qualificazioni.

| Zona                  | Numero di squadre partecipanti | Numero di posti disponibili per la fase finale |
| --------------------- | ------------------------------ | ---------------------------------------------- |
| Zona Ovest A          | 7                              | 3                                              |
| Zona Ovest B          | 7                              | 3                                              |
| Zona Centrale         | 6                              | 3                                              |
| Zona Centro-Orientale | 9                              | 1                                              |
| Zona Meridionale      | 7                              | 3                                              |
| Totale                | 36                             | 13 + 4 (Kenya, Tanzania, Uganda, Marocco)      |

Non partecipanti:
- Algeria
- Libia
- Tunisia
- Egitto
- Capo Verde
- Gambia
- São Tomé e Príncipe
- Gabon
- Eritrea
- Somalia
- Botswana
- Comore
- Malawi
- Mozambico
- Mauritius
- Seychelles
- Sudafrica

## Zona Ovest A

### Primo turno
| Squadra 1    | Totale | Squadra 2 | Andata | Ritorno |
| ------------ | ------ | --------- | ------ | ------- |
| Sierra Leone | 2 - 3  | Liberia   | 1 - 2  | 1 - 1   |

### Secondo turno
| Squadra 1  | Totale | Squadra 2     | Andata | Ritorno |
| ---------- | ------ | ------------- | ------ | ------- |
| Liberia    | 1 - 4  | Senegal       | 1 - 1  | 0 - 3   |
| Mauritania | 1 - 0  | Mali          | 1 - 0  | 0 - 0   |
| Guinea     | 6 - 2  | Guinea-Bissau | 4 - 1  | 2 - 1   |

## Zona Ovest B

### Primo turno
| Squadra 1 | Totale | Squadra 2 | Andata | Ritorno |
| --------- | ------ | --------- | ------ | ------- |
| Togo      | 3 - 1  | Benin     | 2 - 0  | 1 - 1   |

### Secondo turno
| Squadra 1      | Totale          | Squadra 2    | Andata | Ritorno |
| -------------- | --------------- | ------------ | ------ | ------- |
| Togo           | 1 - 1 (gfc)     | Niger        | 1 - 1  | 0 - 0   |
| Costa d'Avorio | 2 - 2 (2-4 dtr) | Burkina Faso | 2 - 0  | 0 - 2   |
| Ghana          | 1 - 3           | Nigeria      | 0 - 0  | 1 - 3   |

## Zona Centrale

### Primo turno
| Squadra 1          | Totale      | Squadra 2      | Andata | Ritorno |
| ------------------ | ----------- | -------------- | ------ | ------- |
| Guinea Equatoriale | 1 - 2       | Rep. del Congo | 0 - 0  | 1 - 2   |
| Rep. Centrafricana | 2 - 2 (gfc) | Camerun        | 0 - 1  | 2 - 1   |
| Ciad               | 2 - 4       | RD del Congo   | 1 - 1  | 1 - 3   |

## Zona Centro-Orientale

### Primo turno
| Squadra 1     | Totale          | Squadra 2 | Andata | Ritorno |
| ------------- | --------------- | --------- | ------ | ------- |
| Burundi       | w/o             | Somalia   | -      | -       |
| Etiopia       | w/o             | Eritrea   | -      | -       |
| Sudan         | 1 - 1 (6-5 dtr) | Tanzania  | 1 - 0  | 0 - 1   |
| Sudan del Sud | 3 - 1           | Kenya     | 2 - 0  | 1 - 1   |
| Gibuti        | 1 - 3           | Ruanda    | 1 - 0  | 0 - 3   |

### Secondo turno
| Squadra 1     | Totale      | Squadra 2 | Andata | Ritorno |
| ------------- | ----------- | --------- | ------ | ------- |
| Burundi       | 0 - 2       | Uganda    | 0 - 1  | 0 - 1   |
| Etiopia       | 1 - 4       | Sudan     | 0 - 2  | 1 - 2   |
| Sudan del Sud | 4 - 4 (gfc) | Ruanda    | 3 - 2  | 1 - 2   |

### Classifica delle squadre non ospitanti
| Squadra       | Pt | G | V | N | P | GF | GS | DR |
| ------------- | -- | - | - | - | - | -- | -- | -- |
| Sudan         | 6  | 2 | 2 | 2 | 0 | 4  | 1  | +3 |
| Ruanda        | 3  | 2 | 1 | 0 | 1 | 4  | 4  | 0  |
| Sudan del Sud | 3  | 2 | 1 | 0 | 1 | 4  | 4  | 0  |
| Burundi       | 0  | 2 | 0 | 0 | 2 | 0  | 2  | -2 |
| Etiopia       | 0  | 2 | 0 | 0 | 2 | 1  | 4  | -3 |

## Zona Meridionale

### Primo turno
| Squadra 1 | Totale          | Squadra 2 | Andata | Ritorno |
| --------- | --------------- | --------- | ------ | ------- |
| Zimbabwe  | 0 - 4           | eSwatini  | 0 - 3  | 0 - 1   |
| Lesotho   | 1 - 1 (4-3 dtr) | Namibia   | 1 - 0  | 0 - 1   |

### Secondo turno
| Squadra 1 | Totale | Squadra 2  | Andata | Ritorno |
| --------- | ------ | ---------- | ------ | ------- |
| eSwatini  | 1 - 2  | Madagascar | 0 - 2  | 1 - 0   |
| Lesotho   | 1 - 2  | Angola     | 0 - 2  | 1 - 0   |
| Mozambico | w/o    | Zambia     | -      | -       |

## Ripescaggio
In seguito alle rinunce di Libia e Tunisia, è stato implementato un turno di qualificazione aggiuntivo per determinare le ultime 2 squadre qualificate al torneo finale. A questo ripescaggio prendono parte 7 squadre inizialmente ritiratesi dalla competizione, con l'Algeria ammessa direttamente al secondo turno.

### Primo turno
| Squadra 1 | Totale          | Squadra 2 | Andata | Ritorno |
| --------- | --------------- | --------- | ------ | ------- |
| Comore    | 0 - 4           | Malawi    | 0 - 2  | 0 - 2   |
| Sudafrica | 4 - 2           | Egitto    | 1 - 1  | 3 - 1   |
| Gambia    | 0 - 0 (5-3 dtr) | Gabon     | 0 - 0  | 0 - 0   |

### Secondo turno
| Squadra 1 | Totale | Squadra 2 | Andata | Ritorno |
| --------- | ------ | --------- | ------ | ------- |
| Malawi    | 1 - 2  | Sudafrica | 1 - 0  | 0 - 2   |
| Gambia    | 0 - 3  | Algeria   | 0 - 0  | 0 - 3   |

## Squadre qualificate
| Zona            | Squadra              |
| --------------- | -------------------- |
| Zona Nord       | Marocco              |
| Zona Ovest A    | Senegal              |
| Zona Ovest A    | Mauritania           |
| Zona Ovest A    | Guinea               |
| Zona Ovest B    | Niger                |
| Zona Ovest B    | Burkina Faso         |
| Zona Ovest B    | Nigeria              |
| Zona Centro     | Rep. del Congo       |
| Zona Centro     | Rep. Centrafricana   |
| Zona Centro     | RD del Congo         |
| Zona Centro-Est | Kenya (ospitante)    |
| Zona Centro-Est | Tanzania (ospitante) |
| Zona Centro-Est | Uganda (ospitante)   |
| Zona Centro-Est | Sudan                |
| Zona Sud        | Madagascar           |
| Zona Sud        | Angola               |
| Zona Sud        | Zambia               |
| Ripescaggio     | Sudafrica            |
| Ripescaggio     | Algeria              |